# Енцефаліт Сент-Луїс
Енцефаліт Сент-Луїс (англ. St. Louis encephalitis) — арбовірусний енцефаліт, який переносять комарі.
Збудник хвороби входить до переліку патогенів, що можуть бути використані як біологічна зброя.

## Актуальність
Поширений у США (Техас, Нью-Джерсі, Флорида), в Карибському регіоні, в Бразилії, Колумбії, Аргентині, Суринамі, Мексиці, Панамі, в Республіці Тринідад і Тобаго, на Ямайці.

## Етіологія
Збудник — флавівірус групи В родини тогавірусів екологічної групи арбовірусів. Асоційований з енцефалітом. Добре переносить заморожування, висушування і перебування в гліцерині. Швидко руйнується при нагріванні вище 56 °C. Має антигенну спорідненість зі збудниками японського енцефаліту і гарячки Західного Нілу.

## Епідеміологічні особливості
Джерело інфекції — дикі птахи (горобці, блакитні сойки і голуби) і, меншою мірою, ссавці. Механізм передачі інфекції — трансмісивний. Переносники — комарі Culex pipiens, quinque fasciatus. Характерна сезонність — з липня по вересень з збільшенням захворюваності в серпні та на початку вересня. Хворіють особи переважно старше 35 років.

## Патогенез
Вхідні ворота — шкіра. Звідти вірус поширюється по організму гематогенним шляхом, уражає внутрішні органи, але особливо інтенсивне розмноження йде в центральній нервовій системі. Пошкоджуються клітини кори великих півкуль головного мозку, базальних гангліїв, варолієвого мосту, середнього, довгастого і спинного мозку. Виникають серйозні зміни нервових клітин аж до їхньої загибелі, нейронофагія, розростання нейроглії. Формуються набряк, повнокров'я судин, дрібні крововиливи, периваскулярна вогнищева і дифузна інфільтрація лімфоїдними і плазматичними клітинами, рідше — поліморфноядерними лейкоцитами, місцями утворюються ділянки некрозу сірої та білої речовини. Виражені також гіперемія, набряк і клітинна інфільтрація (переважно лімфоцитами) мозкових оболон. Характерним є набряк і некроз епітелію канальців нирок.

## Клінічні ознаки
Інкубаційний період триває від 4 до 21 дня, в середньому — 10–15 днів. Хвороба починається гостро, нерідко блискавично. З'являються виражена загальна слабкість, головний біль, біль у м'язах. Температура тіла підвищується до 40–41°С і тримається на високих цифрах упродовж 7–10 днів, утворюючи постійну гарячку. Характерні запаморочення, нудота, блювання. На 2–3-й день виявляються менінгеальні та загальномозкові симптоми. Виникає серозний менінгіт або енцефаліт.

## Діагностика
Ґрунтується на оцінці клінічних даних, анамнезу та епідеміологічних особливостях. Підтвердження достовірне при:
- 4-кратному збільшенні титру антитіл в реакції нейтралізації (РН), гальмування гемаглютинації (РГГА) або реакції зв'язування комплементу (РЗК) в парних сироватках;
- ізоляції вірусу на культурі клітин;
- виявленні вірусної РНК у полімеразній ланцюговій реакції (ПЛР) в тканині, крові або спинномозковій рідини;
- виявленні антитіл класу IgM в імуноферментному аналізі (ІФА).

## Лікування
Етіотропна терапія не розроблена, лікування проводиться патогенетичними засобами (протинабрякові, нейропротективні).

## Профілактика
Вакцина проти збудника нині не розроблена. Проводяться захисні дії проти укусів комарів в ендемічних районах (репеленти, антимоскітні сітки та завіси, захисна одежа тощо).